# Andrea Di Paola
| Odkryte planetoidy: 21 (wspólnie z Andreą Boattinim) | Odkryte planetoidy: 21 (wspólnie z Andreą Boattinim) |
| ---------------------------------------------------- | ---------------------------------------------------- |
| (7499) L’Aquila                                      | 24 lipca 1996                                        |
| (10589) 1996 OM2                                     | 23 lipca 1996                                        |
| (10590) 1996 OP2                                     | 24 lipca 1996                                        |
| (11620) Susanagordon                                 | 23 lipca 1996                                        |
| (21337) 1997 BN9                                     | 17 stycznia 1997                                     |
| (22451) Tymothycoons                                 | 13 listopada 1996                                    |
| (46673) 1996 OL2                                     | 23 lipca 1996                                        |
| (65845) 1997 AK22                                    | 14 stycznia 1997                                     |
| (100514) 1997 AB24                                   | 15 stycznia 1997                                     |
| (100515) 1997 AM24                                   | 15 stycznia 1997                                     |
| (257513) 1997 AJ24                                   | 15 stycznia 1997                                     |
| (541671) 2011 UY335                                  | 20 września 2003                                     |
| (548432) 2010 JG153                                  | 19 września 2003                                     |
| (568103) 2003 QY124                                  | 22 sierpnia 2003                                     |
| (586860) 2005 AD85                                   | 7 stycznia 2005                                      |
| (595600) 2003 QZ125                                  | 22 sierpnia 2003                                     |
| (600737) 2012 HN32                                   | 22 sierpnia 2003                                     |
| (602832) 2014 QD440                                  | 21 września 2003                                     |
| (608193) 2003 RZ27                                   | 6 września 2003                                      |
| (609351) 2005 AZ82                                   | 8 stycznia 2005                                      |
| (617316) 2004 PS9                                    | 6 sierpnia 2004                                      |

Andrea Di Paola (ur. 1970) – włoski astronom. Jest pracownikiem Rome Astronomical Observatory, odpowiedzialnym za Campo Imperatore Observatory, gdzie od 1996 roku zajmuje się oprzyrządowaniem i oprogramowaniem projektu CINEOS poszukiwań obiektów NEO.
W latach 1996–2005 odkrył 21 planetoid wspólnie z Andreą Boattinim.
W uznaniu jego zasług jedną z planetoid nazwano (27130) Dipaola.